# Явлено-Покровка
Явлено-Покровка — деревня в Павлоградском районе Омской области. Административный центр Нивского сельского поселения.

## История
Основана в 1906 году. В 1928 году состояло из 236 хозяйств, основное население — украинцы. В административном отношении село являлось центром Явлено-Покровского сельсовета Павлоградского района Омского округа Сибирского края.

## Население
| 1926 | 2010 |
| ---- | ---- |
| 1303 | ↘498 |

## Улицы
| - ул. Восточная, - ул. Горького, - ул. Мельничная, - ул. Мира, | - ул. Молодёжная, - ул. Новая, - ул. Рабочая, - ул. Советская. |